# Balkkors

Olika varianter av den nazityska krigsmaktens balkkors (Wehrmacht-korset).

Balkkors (av tyska: Balkenkreuz) är ett rakt likarmat kors vars kontur utgörs av fyra hakformade balkar. Balkarna ligger vinkelräta med visst mellanrum från varann med hakspetsarna mot korsets center och tomrummet som bildas mellan balkarna tar därmed formen av ett kors. Tomrummet förekommer ofta igenfyllt och vissa exempel har även dubbla balkar i olika färg. Balkarna kan antingen vara rätvinklade eller krökta och förekommer även ihopkopplade för att ge korset stängda armar, såsom hos det välkända järnkorset.
Balkkors härrör framför allt från tysktalande kulturer i Europa och avbildas traditionellt i svart och vitt. De tyska balkkorsen och liknande tillhör en traditionell heraldisk vapenfamilj som kallas Svart kors (tyska: Schwarzes Kreuz). Av dessa är det nazityska Wehrmacht-korset den variant som främst är känt under namnet "Balkenkreuz", men benämningen har använts för andra varianter långt tidigare. Dagens Bundeswehr (Tysklands försvarsmakt) har sedan dess grundande 1955 använt en variant av balkorset med dubbla krökta balkar, öppna armar och igenfyllt tomrum. Korset avbildades under längre period i traditionella svartvita färger, men sedan 2019 har dessa bytts ut mot nyanser av blått.
Den medeltida Tyska ordens symbol, det svarta balkkorset, inspirerade den preussiske kungen Fredrik Vilhelm III att göra ett motsvarande förslag för orden Järnkorset.